# Fiat 509
De Fiat 509 is een model van de Italiaanse autofabrikant FIAT en werd tussen 1925 en 1929 gebouwd.
Het was de eerste Fiat die in massaproductie werd vervaardigd. In 1926 werd hij opgewaardeerd tot de 509A. Naast de standaarduitvoering bestond een sport-versie (509S), een taxi-versie (509M) en een uitvoering als bestelwagen. Er zijn in totaal circa 90 duizend exemplaren van deze auto gebouwd.
De Fiat 509 was voorzien van een viercilindermotor met bovenliggende nokkenas en een cilinderinhoud van 990 cc die, afhankelijk van de uitvoering, 22 tot 30 pk leverde.

## Trivia
De stripfiguur Guust Flater rijdt in een Fiat 509. De Fiat 509 is te zien in verschillende films, waaronder Don Camillo e l'onorevole Peppone (1955).
In 1935/1936 was de Fiat 509 volgens Carlo Levi de enige auto in Cagliano, het dorpje (in werkelijkheid Aliano) in de Basilicata (it.) waar hij in ballingschap verblijft. De auto is van een oud-monteur, die naar het schijnt over 'goed gereedschap' beschikt. Levi schildert een prachtig portret van dit dorp, de bevolking en zijn mentaliteit in 'Christus kwam niet verder dan Eboli' (Cristo si è fermato a Eboli; Torino 1945).

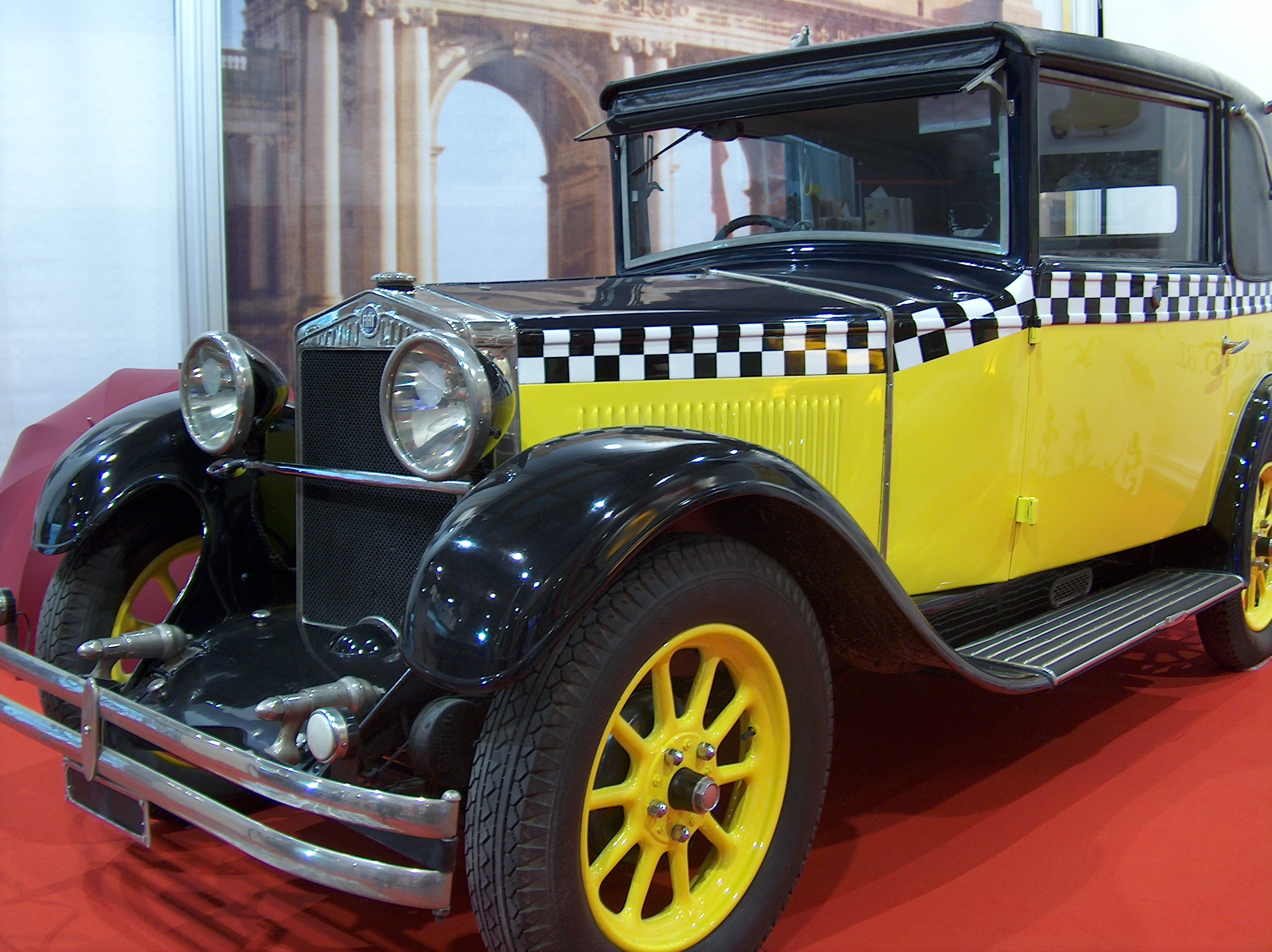
Fiat 509 op de European Motor Show te Brussel (2006) in de uitvoering zoals bekend van Guust Flater
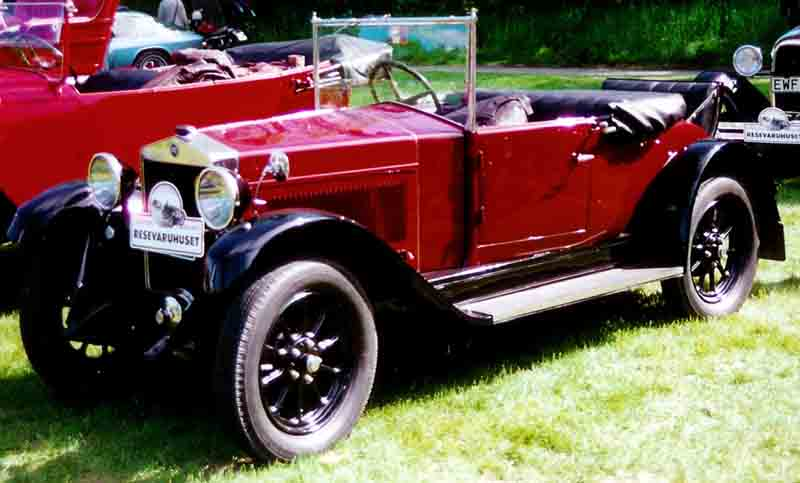
Fiat 509-sportuitvoering
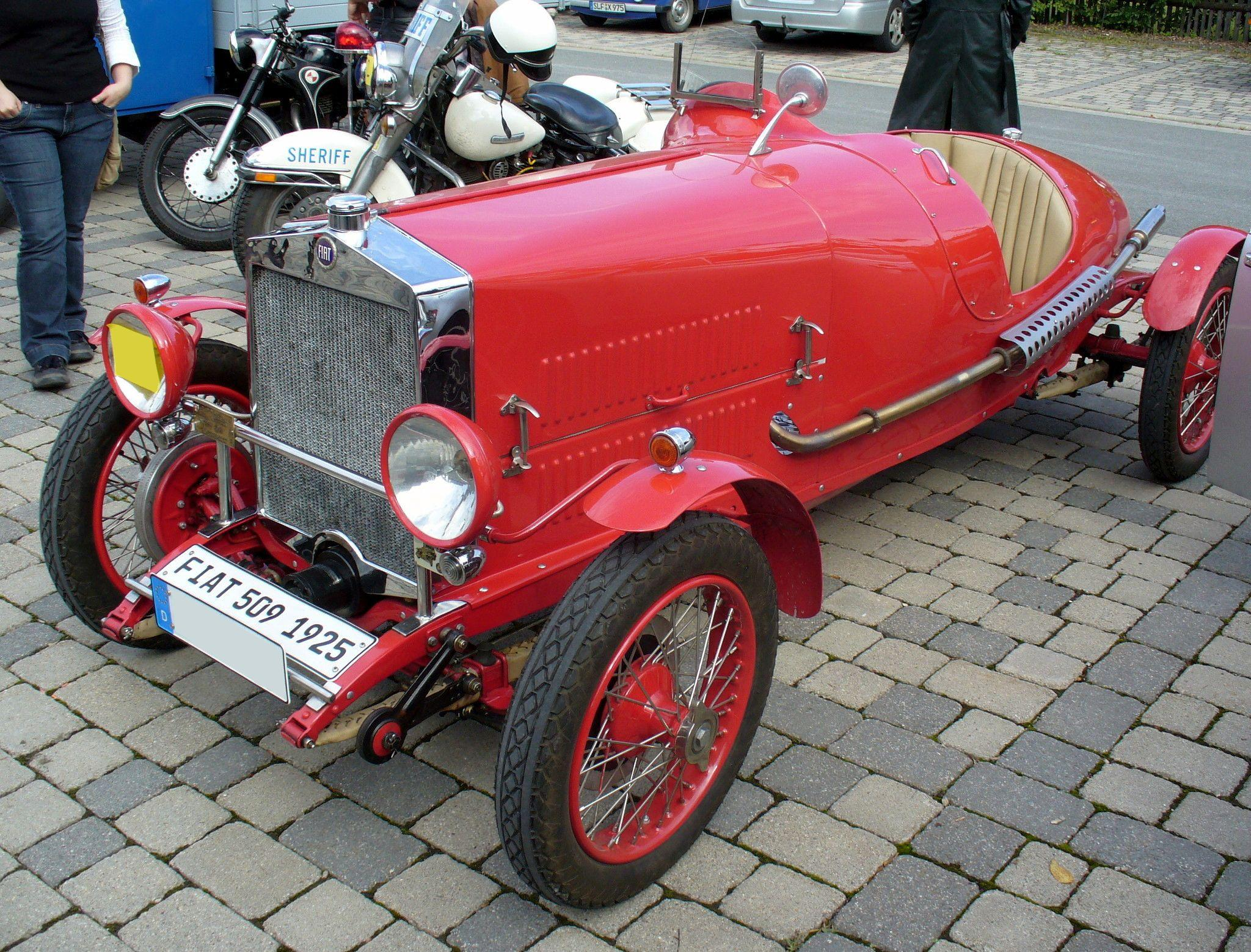
Fiat 509 SM 1925
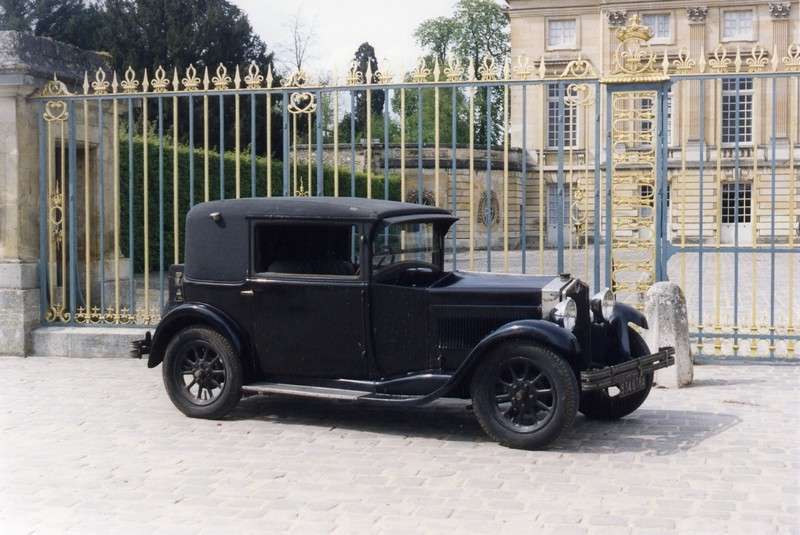
Fiat 509 Coupé Royal 1929 Pourtout

Huidige modellen: 
124 Spider ·
500 ·
500e ·
500L ·
500X ·
600 ·
Aegea ·
Argo ·
Cronos · 
Doblò · 
Ducato ·
Fiorino ·
Fullback ·
Linea ·
Palio · 
Panda · 
Punto · 
Qubo ·
Scudo · 
Siena ·
Strada ·
Tipo · 
Ulysse
Historische modellen na de Tweede Wereldoorlog: 
124 · 
125 · 
126 · 
127 · 
128 · 
130 · 
131 · 
132 · 
133 · 
147 · 
148 · 
242 ·
500 ·
600 · 
600 Multipla · 
850 · 
1100 · 
1200 · 
1300/1500 · 
1400/1900 · 
1800/2100 · 
2300 · 
Albea ·
Argenta · 
Barchetta · 
Bianchina ·
Bravo · 
Brío · 
Campagnola · 
Cinquecento · 
Coupé · 
Croma · 
Dino · 
Duna · 
Elba ·
Fiorino ·
Freemont ·
Grande Punto ·
Idea ·
Marea · 
Marengo · 
Mod 5 · 
Multipla · 
Oggi · 
Panorama · 
Penny · 
Prêmio · 
Regata · 
Ritmo · 
Sedici ·
Seicento · 
Spazio · 
Stilo ·
Talento · 
Tempra · 
Tipo · 
Turbina · 
Uno · 
Vivace · 
X1/9
Historische modellen voor de Tweede Wereldoorlog: 
1 · 
1T · 
10 HP · 
12 HP · 
24 HP · 
2B Torpedo · 
4 HP · 
501 · 
502 · 
503 · 
505/507 · 
508 · 
509 · 
510/512 · 
514 · 
515 · 
518 · 
519 · 
520 · 
521 · 
522 · 
524 · 
525 · 
527 · 
60 HP · 
70 · 
801 · 
1100 · 
1500 · 
2800 · 
Brevetti · 
Laundolet · 
Modello O · 
Tipo 2 · 
Tipo Torpedo · 
Topolino · 
Zero